# Husiná
Husiná (maďarsky Guszona) je obec na Slovensku v okrese Rimavská Sobota. Leží ve východní části Lučenské kotliny při Cerové vrchovině, na potoce Suchá.

## Historie
První zmínka o obci pochází z roku 1332. Obec v minulosti patřila fiľakovskému hradnímu panstvu. Mezi lety 1938–1944 obec patřila Maďarsku. V roce 1828 zde žilo 595 obyvatel v 79 domech.

## Kostel
V obci se nachází římskokatolický kostel Navštívení Panny Marie, stavba z roku 1787. V roce 1890 prošel kostel rekonstrukcí a další v roce 1922.